# İğneada
İğneada é uma pequena cidade no distrito de Demirköy, na província de Kırklareli, na Turquia. Encontra-se na costa do Mar Negro e a aproximadamente 5 quilômetros (3 mi) ao sul do rio Mutludere, que faz fronteira com a Bulgária. Sua população era de 1.966 em 2010.
A terra é coberta principalmente por florestas de carvalhos, flora típica das Montanhas Yıldız (Istranca). Silvicultura, pesca e turismo são as principais ocupações da população da cidade.
O Parque Nacional das Florestas de Várzea de İğneada, com a sua Reserva Natural do Lago Saka, está situado em redor da cidade. Abriga uma das poucas florestas remanescentes de várzea em toda a Europa, que abriga muitas espécies diferentes de aves.
A segunda usina nuclear da Turquia está planejada para ser construída na área. Uma quarta Avaliação de Impacto Ambiental foi submetida e aprovada. Não há cronograma ou orçamento definido para o projeto a partir de novembro de 2015.